# Internet Archive
Internet Archive (pol. Archiwum Internetowe) – instytucja non-profit z siedzibą w San Francisco, zajmująca się gromadzeniem i udostępnianiem zasobów w postaci cyfrowej.

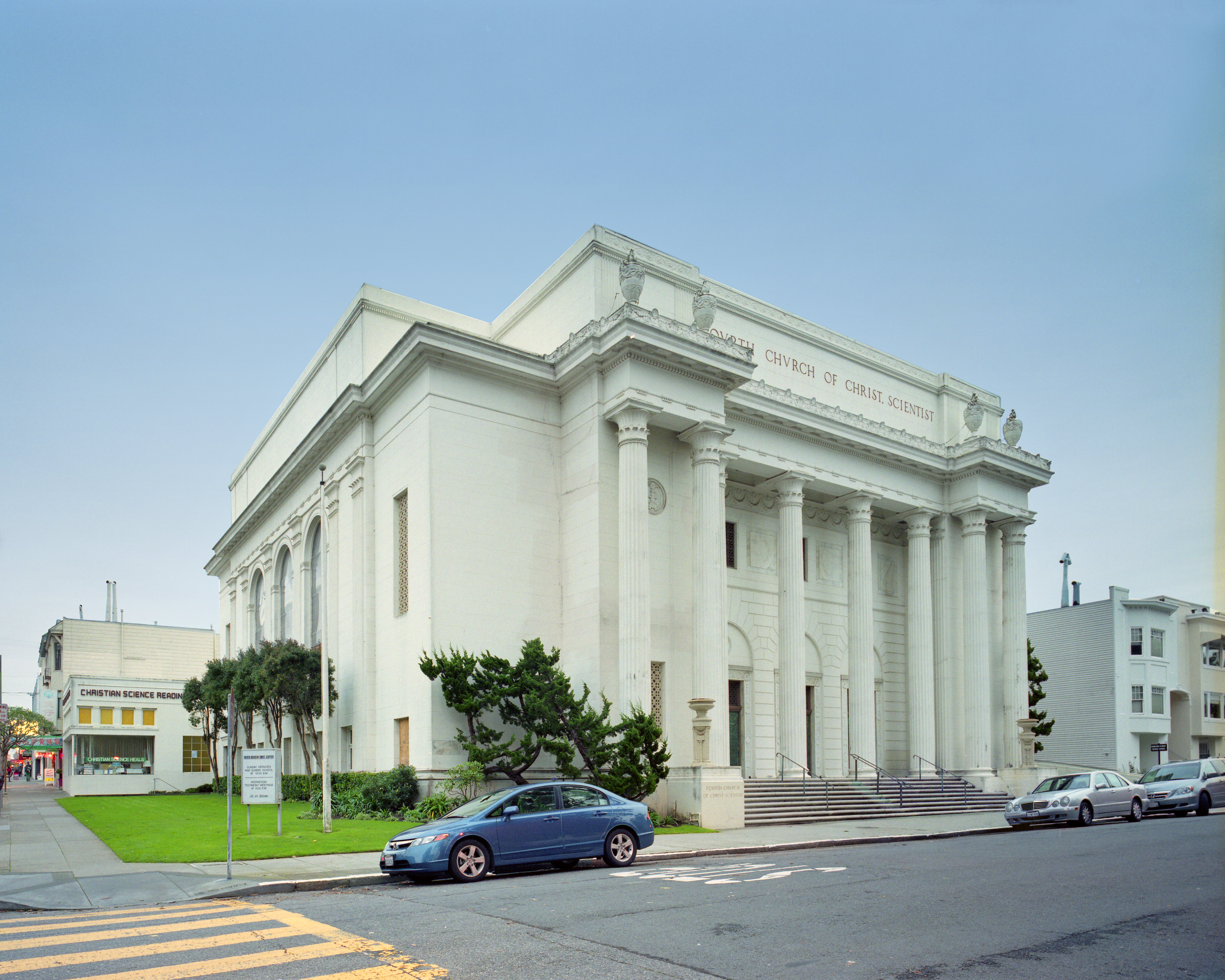
Siedziba Internet Archive (były kościół Stowarzyszenia Chrześcijańskiej Nauki)

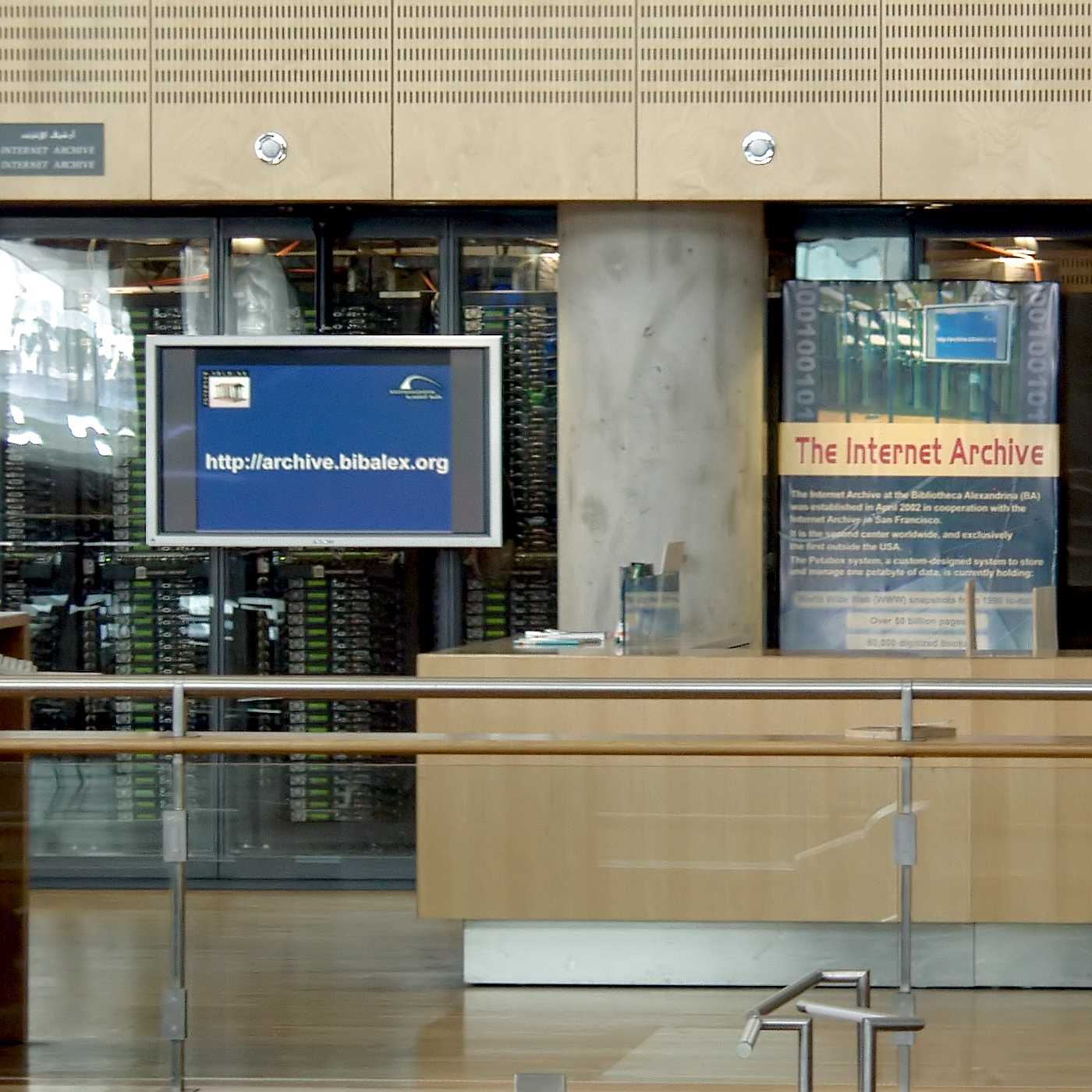
Mirror Internet Archive w Bibliotheca Alexandrina

Obecnie archiwum zawiera gromadzone w około dwumiesięcznych odstępach archiwalne wersje ogólnodostępnych stron WWW, dawne wersje oprogramowania, filmy, książki, nagrania dźwiękowe, nagrania programów telewizyjnych itp. Archiwum udostępniane jest bezpłatnie historykom, naukowcom oraz w celach edukacyjnych. Część zasobów dostępna jest dla każdego.
Serwis szacował, pod koniec października 2012 roku archiwum zgromadziło 10 petabajtów danych. W grudniu 2020 było to już 70 petabajtów.

## Misja
Internet Archive powstał z inicjatywy Brewstera Kahle w 1996 roku. Cele przyświecające utworzeniu tego projektu są opisane na jego stronie WWW następująco:

Większość społeczeństw przywiązuje dużą wagę do przechowywania śladów swojego dziedzictwa kulturowego. Bez takich śladów cywilizacja nie ma pamięci i mechanizmu, który pozwala uczyć się na dawnych błędach i sukcesach. Współczesna kultura produkuje obecnie coraz więcej i więcej śladów w postaci elektronicznej. Naszą misją jest pomóc zachować te ślady i utworzyć bibliotekę internetową dla badaczy, historyków i w celach edukacyjnych.

Ze względu na swój cel polegający na próbie zgromadzenia i przechowaniu całej ludzkiej wiedzy i wszelkich przejawów kultury niematerialnej oraz uczynieniu jej bezpłatnie dostępnej dla wszystkich, Internet Archive jest często porównywany do Biblioteki Aleksandryjskiej.

## Wayback Machine
Częścią archiwum jest Wayback Machine, która jest oparta na zasobach Alexa Internet. Usługa ta umożliwia obejrzenie archiwalnych wersji dużej części stron WWW, jednak wbrew obiegowym opiniom nie umożliwia przejrzenia każdej strony, która była kiedykolwiek dostępna publicznie w internecie. W większości przypadków archiwum umożliwia obejrzenie dawnych wersji stron od 1996 roku, w interwałach co ok. 2 tygodnie. Niektóre, często zmieniające się strony są archiwizowane częściej. Na początku 2011 r. Wayback Machine zawierała ok. 2 petabajty danych i przyrastała w tempie ok. 20 terabajtów na miesiąc.
Ta część archiwum jest dostępna całkowicie za darmo dla każdego posiadacza łącza internetowego. Kopia danych jest przechowywana w Bibliotheca Alexandrina.

## Kolekcje plików multimedialnych
Większość ze zgromadzonych filmów, książek i nagrań zawartych w bazie Internet Archive znajduje się już w domenie publicznej lub są one objęte licencjami Creative Commons. Pliki audio są zarówno twórczością artystów niezależnych oraz tych, którzy wydają swoją twórczość w oparciu o licencje dopuszczające na pewnych warunkach bezpłatne kopiowanie. Nie ma w bazie dzieł, do których odnoszą się tzw. „twarde prawa autorskie”.

## Otwarta biblioteka
W ramach Internet Archive funkcjonuje tzw. „Open library” – kolekcja ok. 30 000 książek, do których wygasły prawa autorskie, lub które znajdowały się w domenie publicznej od samego początku ich istnienia. Skanowanie i przenoszenie w formy elektroniczne książek, do których wygasły prawa autorskie są w toku, dlatego objętość „Open library” stopniowo się powiększa.
Oprócz tego serwis daje możliwość wypożyczenia elektronicznej wersji książek, na określony czas, jak w klasycznej bibliotece, ponad 2,2 mln tytułów (dane z marca 2021), po założeniu darmowego konta. Proces opiera się na modelu „controlled digital lending” (kontrolowanego cyfrowego wypożyczania), w którym dostępna kopia elektroniczna odpowiada dostępnej wersji papierowej książki.
W marcu 2020 w odpowiedzi na pandemię COVID-19, w serwisie uruchomiono projekt National Emergency Library, udostępniając użytkownikom z całego świata 1,4 mln e-booków bez ograniczeń związanych z kontrolowanym wypożyczeniem. Inicjatywa ta spotkała się z pozwem wydawców (Hachette, Penguin Random House, Wiley i HarperCollins) i w połowie czerwca 2020 została zawieszona.

## Kolekcja filmów
Na podobnej zasadzie tworzona jest „Moving Image Collection”. Materiały filmowe, do których wygasły prawa autorskie są stopniowo zamieniane w formę elektroniczną i dołączane do tej kolekcji. W maju 2006 roku zawierała ona ponad 35 000 filmów, m.in. tzw. klasyczne kreskówki, filmy propagandowe, zbiory reklamówek wyborczych i innych programów telewizyjnych, w tym kompletny zbiór programów wyborczych z amerykańskich wyborów prezydenckich z 2004 roku. Największą część tych zbiorów (ponad 20 000 filmów) stanowią produkcje oparte na wolnych licencjach.

## Udostępnianie bez dostępu do Internetu
Chociaż archiwum powstało jako miejsce udostępniania danych w sieci Internet, to jednak powstał projekt Offline Archive. Uzasadnieniem jego jest fakt, że połowa populacji na świecie nie ma dostępu
do regularnego lub stabilnego Internetu. Dane z archiwum internetowego są przesyłane do serwera działającego „poza siecią”. Następnie mają być kopiowane między serwerami na różnych nośnikach danych:
dyskach, pamięciach przenośnych USB czy kartach SD.

## Kontrowersje

### Problemy ze stronamiscjentologicznymi
W 2002 roku w niejasnych okolicznościach usunięto z „maszyny czasu” część archiwalnych wersji różnych stron krytycznych wobec tej religii, oficjalnie na prośbę samych właścicieli tych stron. Jednakże później okazało się, że usunięcia te zostały wymuszone przez przedstawicieli kościoła scjentologicznego na podstawie nie do końca jasnych argumentów prawnych, zaś właściciele stron nie chcieli usunięcia ich materiałów.

### Archiwalne wersje stron WWW jako dowód sądowy
W październiku 2004 roku miała miejsce rozprawa sądowa „Telewizja Polska USA, Inc. v. Echostar Satellite Corp.” w której „maszyna czasu” była po raz pierwszy w historii użyta jak źródło dowodowe. Telewizja Polska USA to firma mająca wyłączność na udostępnianie programu TV Polonia na terenie obu Ameryk w latach 1994–2019, zaś firma EchoStar to właściciel platformy Dish Network. EchoStar posłużyło się archiwalną wersją oficjalnej strony firmy Telewizja Polska USA, przechowywaną w bazie Internet Archive, aby dowieść, że Telewizja Polska USA reklamowała dostępność TV Polonii na platformie Dish Network. Telewizja Polska USA twierdziła, że jest to niedopuszczalny dowód ze słyszenia, pochodzący dodatkowo ze źródła o niepotwierdzonej autentyczności. Sąd jednak przyjął zeznania pracownika Internet Archive za wystarczające do potwierdzenia źródła.